# Гауке-Новак, Александр
Александр Гауке-Новак (пол. Aleksander Hauke-Nowak; 24 февраля 1896, Варшава, Царство Польское, Российская империя -17 мая 1956, Рио-де-Жанейро, Бразилия) — государственный деятель Польской Республики.

## Биография
Окончил историческое отделение Варшавского университета. Участник Первой мировой войны. Ветеран польских легионов Пилсудского (1914—1918).
Участник советско-польской войны (1919—1921).
Капитан пехоты. Награждён рядом польских наград. В 1925—1927 годах прошёл обучение в Высшей военной школе в Варшаве. Служил в Генеральном штабе Войска Польского.
В начале 1930 годов — директор политического департамента Министерства внутренних дел Польши. Антикоммунист. В 1931—1932 годах в качестве свидетеля обвинения участвовал в Брестском судебном процессе над лидерами парламентской оппозиции в Польше.
С 31 января 1933 до 13 апреля 1938 — воевода лодзинский, затем с 13 апреля 1938 — воевода волынский. Сменил на этом посту Генрика Юзевского, автора так называемой Волынской Программы, которая имела целью построение польско-украинского взаимопонимания путём развития украинского самоуправления и украинских общественных организаций на Волыни и в Восточной Малой Польше, а также увеличение доли украинцев в органах управления государством.
Как сторонник, так называемой, правой националистической санации (пол. Prawica sanacyjna), группировавшейся вокруг Эдварда Рыдз-Смиглы в союзе с Лагерем национального объединения, в 1938—1939 проводил жёсткие меры подавления оппозиционных движений и укрепления власти.
После начала Второй мировой войны и вступления частей РККА на территорию Польши в сентябре 1939 года, бежал за границу.
Во время войны жил в Англии. Печатался в газетах, выступал с публицистическими статьями, остро критиковал В. Сикорского. В 1942—1943 в Эдинбурге издавал газету «Listy wołyńskie». В 1947 был одним из организаторов Института Пилсудского.
Позже переехал в Южную Америку. Умер в Рио-де-Жанейро.

## Награды
- Серебряный крест Ордена Virtuti Militari
- Крест Независимости
- Крест Храбрых (четырежды)

## Источник
- Kto był kim w Drugiej Rzeczypospolitej, Polska Oficyna Wydawnicza «BGW», Warszawa 1994.